# Fowler (Indiana)
Fowler – miasto w Stanach Zjednoczonych, w stanie Indiana, w hrabstwie Benton.